# Callaway County
Callaway County is een county in de Amerikaanse staat Missouri.
De county heeft een landoppervlakte van 2.173 km² en telt 40.766 inwoners (volkstelling 2000). De hoofdplaats is Fulton.